# الشيخ بوعمامة (فلم)
الشيخ بوعمامة هو فيلم جزائري تم إنتاجه عام 1985 للمخرج الجزائري بن عمر بختي. قام في بطولته الممثل عثمان عريوات بالاشتراك مع أحمد بن عيسى، روني روسال وغيرهم.

## نبذة عن الفيلم
تدور قصة الفيلم حول ملحمة الشيخ بوعمامة أحد زعماء المقاومة الوطنية في الجزائر زمن الاستعمار الفرنسي. تجري الأحداث في جنوب غرب الجزائر، كما يروي الفيلم مراحل مختلفة من المقاومة وخاصة عن واحدة من انتفاضات الشعب الجزائري وهي معركة أولاد سيدي الشيخ بوعمامة والتي تم تعيين الجنرال الفرنسي ليوتي لمحاولة قَمعها وإنهاء هذه المقاومة.